# Wilhelm von Steuber
Christoph Heinrich Wilhelm Steuber, ab 1817 von Steuber, (* 29. Dezember 1790 in Kassel; † 6. Juli 1845 ebenda) war ein hessischer Staatsmann und Diplomat.

## Leben

### Herkunft und Familie
Wilhelm entstammte einer bürgerlichen Familie. Seine Eltern waren der kurhessische Registrator beim Hofmarschallamt und Hofgerichtsregistrator in Kassel sowie Inspektor des Charité-Instituts Johann Friedrich Adolf Steuber und Katharina Margaretha Louise Lyncker.
Er vermählte sich in erster Ehe 1817 mit Friederike Dorothea Auguste Klingender (1792–1820), Tochter des Theologen Jean Frederic Klingender (1747–1829) und der Wilhelmine Ernestine Friederike Tischbein (1759–1820). In zweiter Ehe vermählte sich Steuber 1824 mit Friederike Auguste Gräfin von Hessenstein (1795–1855).
In erster Ehe wurde die Tochter Anna Ottilie (1818–1855) geboren, die sich mit dem damaligen preußischen Major Karl von Heister (1799–1878) vermählte. Aus zweite Ehe gingen ein Sohn und vier Töchter, darunter Angelika von Steuber (1828–1866), vermählt mit Friedrich Arnold von Ameluxen (1816–1864), hervor.

### Werdegang
Steuber besuchte von 1800 bis 1807 das Lyceum Fridericianum in Kassel. Anschließend absolvierte er in Marburg sowie ab 1809 in Göttingen ein Jurastudium. Seine Beamtenlaufbahn begann er in westfälischen Diensten im Finanz- und Steuerwesen. Bereits 1812 war er Bürochef in der Generaldirektion des öffentlichen Unterrichts.
Während der Befreiungskriege, an denen er aktiv teilnahm, avancierte er am 18. Dezember 1813 zum Sekondeleutnant und war ab Januar 1814 Regimentsadjutant. Ab April 1815 stand er als Stabskapitän im hessischen Generalstab. Nach Beendigung des Krieges nahm er noch im November 1815 seine Tätigkeit als Assessor mit Stimme beim Steuerkollegium wieder auf. Im Januar 1817 stieg er zum Steuerrat auf. Gleichzeitig blieb er als Quartiermeisterleutenant im Militärdienst und war seit 9. April 1821 als Kapitän Adjutant des Kurprinzen, den er auf seiner Reise in die Schweiz begleitete.
Vom 1. April 1825 bis zum Jahr 1833 war Steuber als Major Geschäftsträger an der kurfürstlichen Gesandtschaft in Dresden. Hier war er 1832 und 1833 auch kurhessischer Bevollmächtigter bei Zollverhandlungen in Berlin. Als Geheimer Legationsrat sowie außerordentlicher Gesandter und bevollmächtigter Minister am sächsischen und preußischen Hof fungierte er ab 4. November 1831. Schließlich war er vom 29. März 1833 bis zum Jahr 1839 in derselben Funktion als Staatsrat am österreichischen Hof. Am 30. April 1839 wurde er hessischer Außenminister und blieb dies bis 1845.
Steuber war von 1840 bis 1845 Mitglied, zeitweilig auch Präses, der hessischen Ordenskommission. Von 1842 bis 1845 wirkte er als Hauptdirektor der Prinz Georgschen Stiftung in Kassel. Er besaß zu Ellerbach ein Landgut.

### Auszeichnungen
- kurhessischer Adelstand am 15. Oktober 1817
- Kommandeur I. Klasse des Hausordens vom Goldenen Löwen
- Ritter des kurhessischen Ordens vom eisernen Helm
- Ritter des österreichischen Ordens der eisernen Krone I. Klasse
- Ritter des preußischen Roten Adlerordens I. Klasse
- Kommandeur (Großkreuz) des bayerischen Civil-Verdienst-Ordens
- Kommandeur (Großkreuz) vom sächsischen Civil-Verdienst-Ordens
- Ritter des dänischen Danebrog-Ordens
- Kommandeur I. Klasse des hessischen Ludewig-Ordens
- Großkreuz des sachsen-ernestinischen Hausordens